# Josef Arens (Politiker)
Josef Arens (* 1895; † 11. März 1954 in Hürth) war Wirtschaftswissenschaftler und Bürgermeister von Rösrath CDU. Er prägte als Gemeindedirektor in der Nachkriegszeit die Politik in Hürth, einer der größten Gemeinden Deutschlands.

## Leben
Arens studierte Betriebswirtschaftslehre und schloss dies Studium mit dem Grad des Diplom-Kaufmanns ab. Anschließend arbeitete er als Bankkaufmann, Börsenmakler und Treuhänder. Am Ende der Weimarer Republik gehörte er zum Beraterstab von Reichskanzler Heinrich Brüning. Seine erste politische Heimat war das Zentrum, dem er 1921 beigetreten war. Nach dem Zweiten Weltkrieg gehörte er mit zu den Gründern der CDU im Rheinland und wurde 1945 Ortsvorsitzender in Rösrath. Er wurde dort 1946 zum Bürgermeister gewählt. 1947 wählte ihn dann der Gemeinderat von Hürth zum hauptamtlichen Gemeindedirektor nach Nachfolger von Albert Lüttgenau. Er prägte zusammen mit den Bürgermeistern Karl Pimpertz (CDU) und Jakob Esser (SPD) den Wiederaufbau der vom Krieg stark mitgenommenen Gemeinde. Zu seinen Schwerpunkten zählten die Nahrungsbeschaffung, die Überwindung der Wohnungsnot, der Aufbau des öffentlichen Personennahverkehrs und die Energieversorgung. Nach längerer Krankheit wurde er 1953 in den vorzeitigen Ruhestand versetzt. Er verstarb im Folgejahr. Zu seinem Nachfolger wurde Otto Räcke gewählt.